# Sektion Passau des Deutschen Alpenvereins
Die Sektion Passau des Deutschen Alpenvereins (kurz DAV Passau) ist eine Sektion des Deutschen Alpenvereins in Passau. Die Sektion Passau wurde am 7. Januar 1875 gegründet und ist somit eine der älteren und mit 8.607 Mitgliedern (Stand: 31. Dezember 2024) eine der größeren Sektionen des Deutschen Alpenvereins und der größte Sportverein in Passau.

## Geschichte
Der Deutsche und der Österreichische Alpenverein fusionierten 1873 zum Deutschen und Österreichischen Alpenverein (DuOeAV). Bereits zwei Jahre später, am 7. Januar 1875, gründete der Königliche Bezirksingenieur Josef von Schmidt-Zabierow, zusammen mit 16 Bergsteigern die Sektion Passau des DuOeAV. Er wurde auch zum 1. Vorsitzenden gewählt und übte dieses Amt bis zum Jahre 1904 aus. Die Sektion war gerade acht Jahre alt, als der Vorstand 1883 mit der Aufgabe betraut wurde, die 10. Generalversammlung des DuOeAV zu organisieren.
Die Sektion Prag gab ihre Gebiete Loferer und Leoganger Steinberge wegen Überlastung im Jahr 1888 ab und die Sektion Passau übernahm sie. Der bekannte Bergsteiger Ludwig Purtscheller von der Sektion Salzburg gratulierte der Sektion zu dem Beschluss, dieses Arbeitsgebiet erwählt zu haben. Die Sektion errichtete als einer der ersten Aktivitäten eine Unterkunftshütte am Birnhorn, das am 23. Juli 1892 eingeweiht wurde und den Namen Passauer Hütte bekam. 1898 wurde mit dem Bau einer weiteren Schutzhütte begonnen. Die Loferer Steinberge sollten als Nächstes erschlossen werden. Am 9. September 1899 konnte der 1. Vorsitzende, Josef von Schmidt-Zabierow, die neue Hütte eröffnen, die den Namen Schmidt-Zabierow-Hütte erhielt.
Die Sektion wurde 1899 gebeten zum zweiten Mal die Generalversammlung des Deutschen und Österreichischen Alpenvereins auszurichten. Noch im gleichen Jahr pachtete die Sektion die Lamprechtshöhle bei Weißbach im Saalachtal. Am 30. Juli 1905 wurde der begehbare Besucherteil der Höhle eröffnet. Das von 280 Glühlampen erleuchtete Höhlensystem war für die damalige Zeit eine Sensation. Erst 1906 trat die Sektion das Schigebiet des Großen Hundshornes und der Kammerköhrplatte mit Zustimmung des DuOeAV an die Sektion Straubing ab, da es außerhalb des unmittelbaren Wirkungskreises lag. 
Während des Ersten Weltkriegs kam das Vereinsbleben fast zum Erliegen. 1921 wurde eine Schigruppe gegründet, die im Gründungsjahr bereits 60 Interessenten hatte. 19630 wurde auch eine Jugendgruppe gegründet. Schon bald nach 1933 wurden alle Vereine gleichgeschaltet und dem Reichsbund für Leibesübungen unterstellt.
Während des Zweiten Weltkrieges wurde 1943 die Passauer Hütte teilweise geschlossen und 1944 das Gebiet der Loferer Steinberge aus militärischen Gründen gesperrt. 1945 wurden alle Vereine und Verbände aufgelöst darunter auch der Alpenverein. Aufgrund dessen wurde am 19. Juni 1947 der Alpenclub Passau gegründet. Obwohl 1946 die Passauer Hütte abgebrannt war, begann sich das Vereinsleben wieder zu normalisieren. Auf einer Tagung in Ingolstadt am 5. Dezember 1948 an der sämtliche bayrische Sektionen vertreten waren, wurde der Verein umbenannt und erhielt wieder den alten Namen „Alpenverein Sektion Passau“. Der Hauptverein, nunmehr vom Österreichischen Alpenverein abgetrennt, wurde erst am 21./22. Oktober 1950 in Würzburg unter dem Namen „Deutscher Alpenverein“ (DAV) wiedergegründet.
In den fünfziger Jahren kam zur 1930 gegründeten Jugendgruppe noch eine Jungmannschaft hinzu, die aus Bergsteigern bestand, die auch große Touren unternahmen. 1956 konnte die wieder aufgebaute Passauer Hütte eingeweiht werden. Eine Geschäftsstelle wurde 1965 in den Sparkassenräumen eingerichtet. Hier konnte die Bibliothek und die Ausrüstung untergebracht und regelmäßig Geschäftszeiten abgehalten werden. 1968 wurde zum dritten Mal die Hauptversammlung des DAV in Passau abgehalten.
Nach den Plänen eines renommierten Architekten wurden in den Jahren 1978 bis 1979 die Passauer Hütte und 1984 und 1985 die Schmidt-Zabierow-Hütte durch An- und Umbauten erweitert, um einerseits die Arbeitsbedingungen für die Hüttenwirte zu verbessern und andererseits den Besuchern eine etwas geräumigere und gemütliche Unterkunft zu bieten. Im Jahr 1997 wurden ebenfalls die Sanierungs- und Umbaumaßnahmen für das Höhlengasthaus abgeschlossen. In die Amtszeit des 1. Vorsitzenden Ludwig Rieger (1987 bis 1995) fiel die Erbauung des gleichnamigen Biwaks als Winter- und Funktionsraum neben der Schmidt-Zabierow-Hütte. Im Dezember 1998 erfolgte der Umzug der Geschäftsstelle aus der Stadtmitte in das Pfarrzentrum von St. Peter. Die auf EDV umgestellte Mitgliederverwaltung und die Bibliothek ermöglichen nun einen wesentlich besseren Service für die inzwischen auf 4000 Mitglieder angewachsene Sektion.

## Sektionsvorsitzende
Eine chronologische Übersicht über alle Präsidenten der Sektion seit Gründung.
| Amtszeit  | Präsident                  |
| --------- | -------------------------- |
| 1875–1904 | Josef von Schmidt-Zabierow |
| 1904–1914 | Emmeran Bayberger          |
| 1914–1916 | Josef Hörtreiter           |
| 1916–1929 | Otto Happel                |
| 1929–1945 | Conrad Schraube            |
| 1945–1947 | ― 1                        |
| 1947–1948 | Poxrucker                  |
| 1948–1959 | Conrad Schraube            |
| 1959–1987 | Otto Peppel                |
| 1987–1995 | Ludwig Rieger              |

| Amtszeit  | Präsident         |
| --------- | ----------------- |
| 1995–2021 | Walter Schweitzer |
| Seit 2021 | Lothar Schramm    |

Anmerkung

## Mitglieder
| Jahr | Mitglieder |
| ---- | ---------- |
| 1875 | .00017     |
| 1899 | .00202     |
| 1924 | .00600     |
| 1965 | 01.000     |
| 1985 | 03.000     |
| 1998 | 04.000     |
| 2023 | 08.024     |

## Einrichtungen der Sektion

### Hütten
- Passauer Hütte, die Schutzhütte liegt in den Leoganger Steinbergen im Westen des österreichischen Bundeslandes Salzburg in der Gemeinde Weißbach bei Lofer.
- Schmidt-Zabierow-Hütte, die Schutzhütte liegt am Rand der Großen Wehrgrube in den Loferer Steinbergen im österreichischen Bundesland Salzburg.
  - Ludwig-Rieger-Biwak. Ein separater Bau (Winterraum) neben der Schmidt-Zabierow-Hütte.

### Höhle
- Der Lamprechtsofen ist eine seit Jahrhunderten bekannte Höhle in den Leoganger Steinbergen im Bundesland Salzburg.
  - Dazu gehört die Betreuung des Höhlengasthauses in St. Martin bei Lofer.

### Kletteranlagen
- Kletterhalle Freinberg. Eine eigene Kletterhalle betreibt die Sektion nicht. Dafür besteht eine Kooperation mit der Kletterhalle in Freinberg in Österreich, Nur 5 Autominuten von Passau entfernt. Außerdem stehen noch die Kletterhalle Haarbach und die Boulderhalle Steinbock zur Verfügung.
- Der Inntal-Klettergarten. Direkt am Inn zwischen Neuburg und Passau. Der Inntal-Klettergarten wurde 1970 erschlossen. Dies betrifft den so genannten Anfänger- und Extremfelsen. 1972 wurden die beiden ca. 150 Meter Stromaufwärts liegenden Felsen erschlossen.
- Schulungsklettersteig. Stützpunkt: Schmidt-Zabierow-Hütte. Die Klettersteige und die Seilbrücke sind frei zugänglich.
- Wilder Hund & Nacketer Hund. Die beiden Klettersteige Wilder & Nacketer Hund sind vom Stützpunkt Schmidt-Zabierow-Hütte in kurzer Zeit erreichbar.[5]

### Ortsgruppen
- Die Sektion unterhält mehrere „Ortsgruppen“: Vilshofen, gegründet am 12. Dezember 1966; Rainding, gegründet am 17. Januar 1967; Freyung, gegründet am 10. Juni 1970.[6]

### Geschäftsstelle
Seit 1998 befindet sich die Geschäftsstelle in der Neuburger Str. 118 in Passau.

## JDAV Alpenverein Sektion Passau
Die Alpenvereinsjugend wurde im Jahr 1919 vom Hauptverein gegründet. Die Hauptversammlung der Sektion Passau beschloss 1930 die Gründung einer Jugendgruppe. In den fünfziger Jahren kam zur 1930 gegründeten Jugendgruppe noch eine Jungmannschaft hinzu.
Am 6. Mai 2022 gab es eine große Jugendleiterrunde im Gasthof Hasenberger in Haarbach, um über die Zukunft der Jugendarbeit in der Sektion zu sprechen. Bereits seit längerem überlegen die Jugendleiter der Stadt Passau und der Ortsgruppe Rainding, mehr gemeinsam zu unternehmen und sich besser zu vernetzen. In naher Zukunft wollen beide unter neuem Namen als eine Sektionsjugend zusammenarbeiten.

## Angebote für Mitglieder
Das Ausbildungs- und Tourenprogramm der Sektion Passau umfasst das ganze Spektrum der alpinen Betätigung: Bergwandern, Begehen von Klettersteigen, Skibergsteigen, Alpiner Skilauf, Klettern in der Halle (Anfänger und Fortgeschrittene), Felsklettern im Mittelgebirge (Anfänger und Fortgeschrittene), Felsklettern in den Alpen (Anfänger und Fortgeschrittene), Hochtouren, Mountainbike. Einmal im Jahr erscheint das Passau alpin der Sektion Passau. Eine außerordentlich wichtige Funktion in einem Großverein, vor allem wenn dieser viele auswärtige Mitglieder zählt.

## Bekannte Mitglieder
- Walter Schweitzer, Stochastiker und Statistiker.
- Hermann Heizer, Ehrenzeichenträger der Sektion, Bruder von Albert Heizer.